# Hyalurga clara
Hyalurga clara là một loài bướm đêm thuộc phân họ Arctiinae, họ Erebidae.